# Архиепархия Марибора

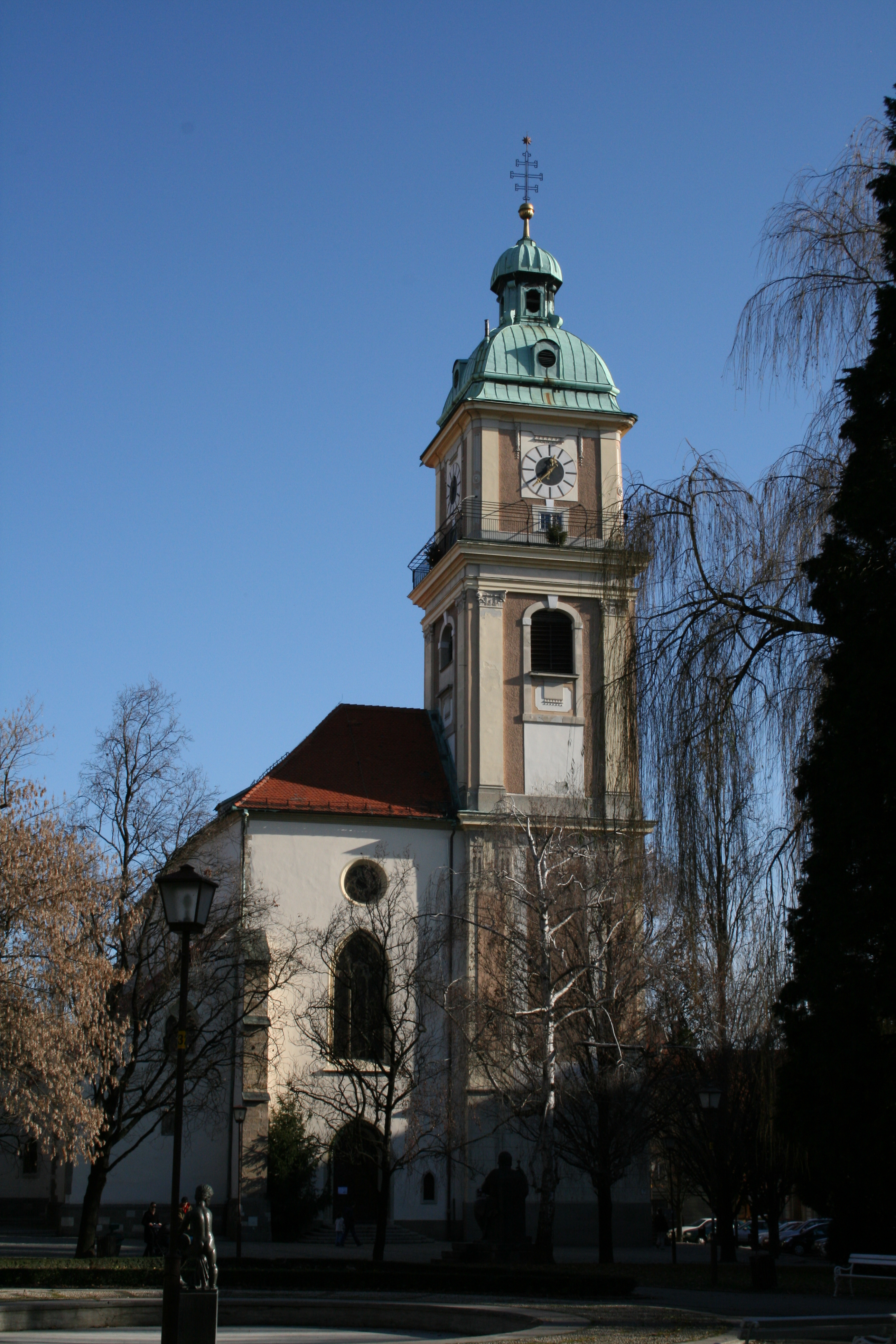
Собор Святого Иоанна Крестителя

Архиепархия Марибора (словен. Nadškofija Maribor, лат. Archidioecesis Mariborensis) — католическая архиепархия латинского обряда в Словении. Исторически преемственна епархии Лаванта. Центр архиепархии — город Марибор.

## История
В 1212 году Зальцбургский архиепископ Эберхард II основал в восточной Каринтии, в долине реки Лавант августинское аббатство, с 1228 года оно стало центром епархии Лавант. Резиденцией епископов был небольшой город Санкт-Андра. Новый диоцез в территориальном плане был небольшим и включал лишь несколько приходов в восточной Каринтии и южной Штирии. Епископы Лаванта подчинялись архиепископам Зальцбурга, но уже в XIV веке получили достаточно широкую степень автономии. В XVI веке епископы Лаванта периодически участвовали в качестве территориальных князей в заседаниях рейхстага Священной Римской империи, однако позднее, под давлением Габсбургов и Зальцбурга, потеряли статус суверенного княжества. Территория диоцеза немного расширилась в конце XVIII века, включив в себя часть нижнештирийских земель (Целе).
В 1857 году кафедра епископов Лаванта была перенесена в Марибор, а с 1859 года Лавант стал суффраганом митрополии Гурка. После образования в 1918 году Королевства сербов, хорватов и словенцев (будущая Югославия) территория епископства оказалась в составе этого государства.
5 марта 1962 года епархия сменила название с епархии Лаванта на епархию Марибора и было переподчинено архиепархии Любляны. 7 апреля 2006 года епархия Марибора была возведена в статус архиепархии, и ей были подчинены две новообразованные епархии — Целе и Мурска-Соботы.

## Современное состояние
По данным на 2004 год в архиепархии насчитывалось 704 тысячи католиков (85,3 % населения), 290 приходов, 404 священника (из них 93 иеромонаха), 202 монаха, 134 монахини, 4 постоянных диакона. Кафедральным собором епархии является Собор Святого Иоанна Крестителя в Мариборе. Ещё два храма епархии имеют почётный статус «малых базилик»: Базилика Марии — Матери милосердия в Мариборе и Базилика Посещения Девы Марии в Петровче.
С 7 апреля 2006 года по 3 февраля 2011 года архиепархию возглавлял архиепископ Франц Крамбергер, а с 3 февраля 2011 года по 31 июля 2013 года — Мариан Турншек.
Архиепархия Марибора является митрополией, ей подчинены две епархии: Целе и Мурска-Соботы.

## Ординарии архиепархии
- Максимилиан Држечник (15.06.1960 - 13.05.1978);
- Франц Крамбергер (6.11.1980 - 3.02.2011);
- Мариан Турншек (3.02.2011 - 31.07.2013).